# Eolomea
Eolomea, noto in Italia anche come Eolomea - La sirena delle stelle, è un film del 1972 diretto da Herrmann Zschoche.
Pellicola di fantascienza tratta dall'omonimo romanzo di Angel Wagenstein e prodotto dalla DEFA. Frutto di una coproduzione tra Germania est, Unione Sovietica e Bulgaria, il film venne presentato il 21 settembre del 1972 ed iniziò ad essere distribuito nelle sale il giorno successivo.

## Trama
Otto navi scompaiono ed il contatto radio con la stazione spaziale gigante "Margot" si interrompe. In seguito a ciò, la professoressa Maria Scholl decide, insieme con il Consiglio Supremo, il coprifuoco per tutte le altre navi in volo nello spazio. Ciononostante, viene concesso ad un veicolo spaziale di lasciare la Terra. Da qui una serie di avvenimenti: primo su tutti giunge sulla Terra un misterioso messaggio cifrato in codice Morse, proveniente dalla costellazione del Cigno, lontana numerosi anni luce dalla Terra. La sua decodifica è la parola "Eolomea". Pare si tratti di un pianeta. Insieme con il capitano di sala Daniel Lagny, personaggio eccentrico e demotivato, la professoressa Maria Scholl si prepara a compiere il rischioso viaggio verso la stazione spaziale "Margot" per risolvere il mistero. Si scopre infine che si era trattato di una spedizione segretamente pianificata contro la volontà del governo per dirigere la navicella rubata verso Eolomea.

## Produzione
Il film è una coproduzione tra Germania est (DEFA), Unione Sovietica e Bulgaria. Le scene riferite alle Galápagos sono state girate in realtà sulle coste bulgare del Mar Nero.

## Critica

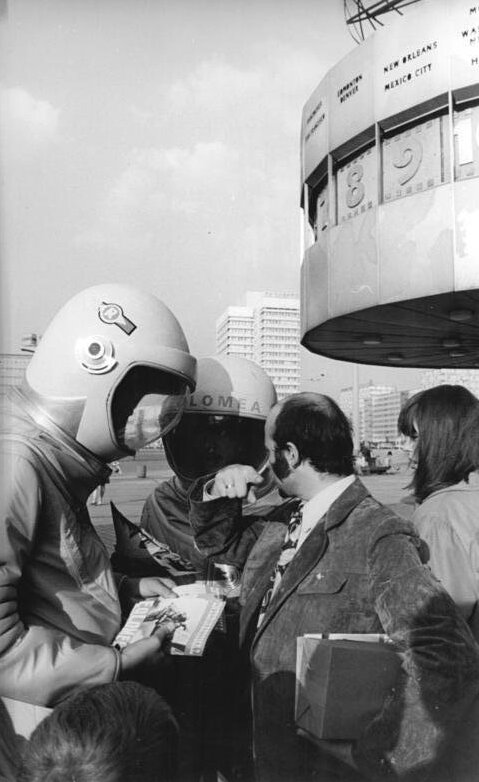
Pubblicizzazione della pellicola davanti all'Urania Weltzeituhr in Alexanderplatz a Berlino nel giorno della sua uscita.

Dietro la tipica azione contorta della filmografia sci-fi e qualche scena probabilmente realizzata con minor budget, la pellicola nasconde un'ironia sottile ed una critica implicita del sistema, dimostrandosi una intelligente contro-proposta fatta rispetto a numerose produzioni dell'ovest, spesso a loro volta sterili ed eccessivamente lunghe.
(Hans-Dieter Tok: Geheimnisvolle Signale aus dem All. In: Leipziger Volkszeitung, 29 settembre 1972)